# Kristiania-bohemerna

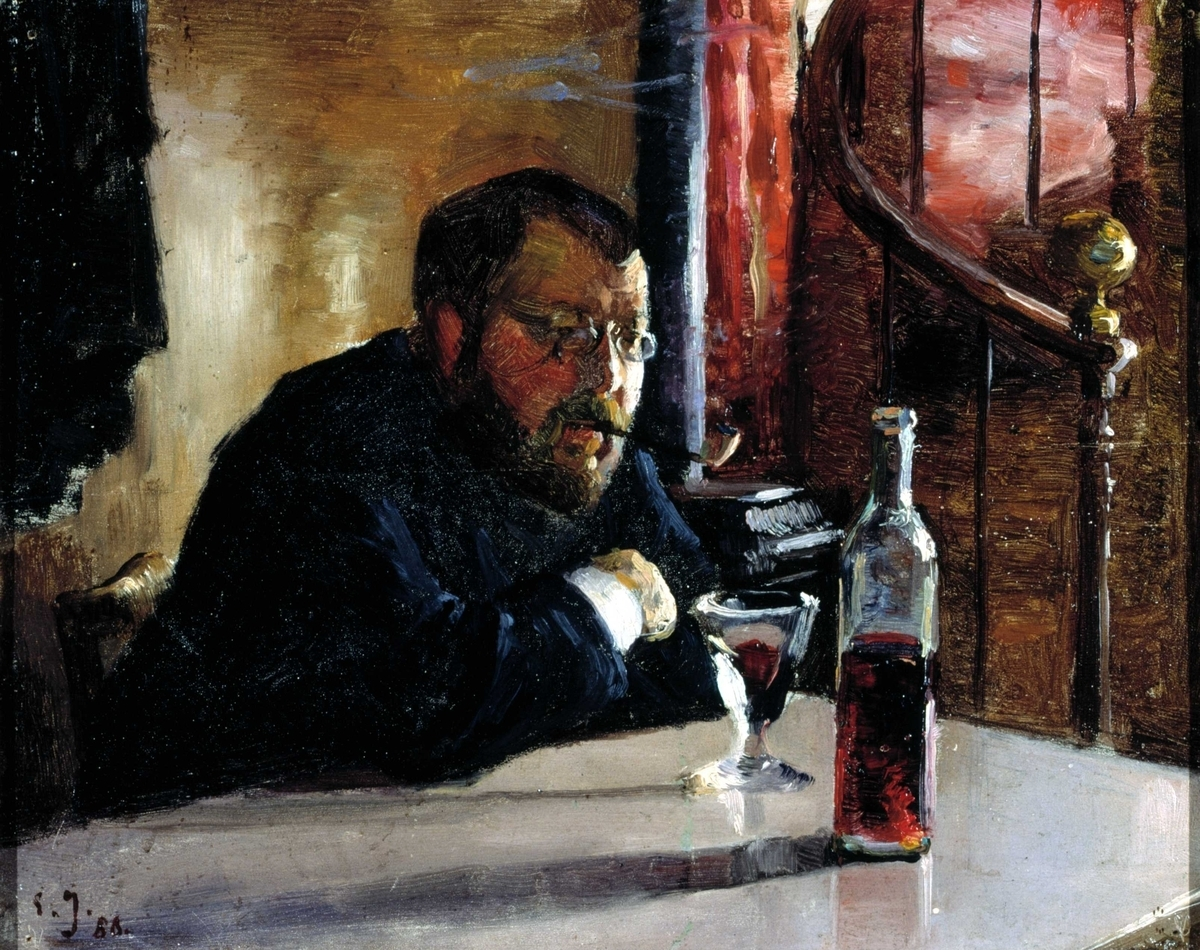
Porträtt av Hans Jæger, 1888. Konstnär: Sven Jørgensen

Kristiania-bohemerna, eller Kristiania-bohemen, var en politisk och kulturell rörelse på 1880-talet, med centrum i Kristiania (nuvarande Oslo). Hans Jæger var en tongivande person; andra kända bohemer var Christian Krohg, Oda Krohg, Jon Flatabø, Haakon Nyhuus och Nils Johan Schjander. Kristianiabohemerna tillhörde naturalismen, men den stora vikt de lade på känslor pekar också fram mot nästa litterära period, modernismen (nyromantiken). Rörelsen bestod av cirka 20 män och några få kvinnor. I utkanten av grupperingen fanns bland andra Arne Garborg.
Kristiania-bohemerna är också kända för sina Bohêmbud (nio påbud), som har sin upprinnelse i ett textstycke som trycktes i tidningen Impressionisten nummer 8 i februari 1889 och som ofta tillskrivits Hans Jæger. Emellertid skriver bland andra Ketil Bjørnstad i den biografiska romanen Jæger – en rekonstruksjon att tidningens utgivare, Johan Collett Michelsen, samt Oda Krohg och Christian Krohg, själva skrev texten som en parodi på Jæger, som de då befann sig i konflikt med.